# Oligodectes pallens
Oligodectes pallens är en insektsart som beskrevs av Rentz, D.C.F. 1985. Oligodectes pallens ingår i släktet Oligodectes och familjen vårtbitare. Inga underarter finns listade i Catalogue of Life.